# Gwilym Lee
Gwilym Lee (født 24. november 1983 i London, England) er en britisk skuespiller.
Gwilym er mest kendt for at have medvirket i tv-serien Ashes to Ashes, hvor han spillede den yngre udgave af kriminalkommissær Martin Summers. Han har desuden indspillet et par britiske radiodramaer og har optrådt på diverse teaterscener. Gwilym Lee har to gange været nomineret til at modtage en pris fra Ian Charleson Awards. Første gang i år 2008 for sin medvirkende i teaterstykket Oedipus og igen i år 2009 for at have spillet rollen som Laertes i teaterstykket Hamlet. I år 2012 medvirkede han i filmen The Promise.
I år 2013 overtog han rollen fra Jason Hughes som kriminalkommissær Barnabys kriminalassistent. Gwilym Lee medvirker fra begyndelsen af sæson 16 i tv-serien af samme navn som den nye kriminalassistent Charlie Nelson. Tv-seriens episode nr. 100 vil desuden foregå i Danmark med optagelser foretaget i København. Heri vil Gwilym Lee ligeledes medvirke.

## Filmografi
- Bohemian Rhapsody (2018)